# Waldo de los Rios
Waldo de los Rios (født 7. september 1934 i Buenos Aires, Argentina - død 28. marts 1977 i Madrid, Spanien) var en argentinsk komponist, dirigent, pianist og arrangør.
Rios studerede komposition og klaver på det Nationale Musikkonservatorium i Buenos Aires hos Alberto Ginastera. Han har skrevet 2 symfonier, orkesterværker, kammermusik, men mest af alt filmmusik, som han var meget optaget af. Han blev ligeledes kendt for at arrangere klassiske værker om til popmusik, og indspillede med sine orkestre en del plader i denne genre. Han begik selvmord i Madrid (1977) under en akut depression under forberedelse af værket Don Juan Tenorio.

## Udvalgte værker
- Symfoni nr.1 (1970) - for orkester
- Symfoni nr. 2 (1974) - for orkester
- "Spanien i en Tredje Dimension" (19?) - for elektronisk orkester
- "Vilde Pampas" (1966) - filmmusik